# Pfaffia gnaphaloides
Pfaffia gnaphaloides là loài thực vật có hoa thuộc họ Dền. Loài này được (L. f.) Mart. miêu tả khoa học đầu tiên năm 1826.